# Johann Kupetzky
Johann Kupetzky, född 1667, död 1740, var en böhmisk målare.
Kupetzky influerades bland annat av Guido Reni och var 1687-1709 bosatt i Rom, 1709-23 i Wien och sedan fram till sin död i Nürnberg. Kupetzky åtnjöt internationellt rykte, främst som porträttör, men av hans kolossala produktion, känd bland annat genom kopparstick, återstår endast omkring 200 verk, huvudsakligen i tyska slott och samlingar.